# تييري تينمار
تييري تينمار (بالفرنسية: Thierry Tinmar)‏ هو لاعب كرة قدم فرنسي في مركز الدفاع، ولد في 19 مايو 1963 في لو لامنتين ‏ في فرنسا. لعب مع باريس سان جيرمان وستاد لافالوا ونادي النجم الأحمر ونادي شاتورو.

## وصلات خارجية
- تييري تينمار على موقع قاعدة بيانات كرة القدم.إي يو (الإنجليزية)
- تييري تينمار على موقع ناشيونال فوتبول تيمز (الإنجليزية)
- تييري تينمار على موقع Soccerway.com (الإنجليزية)
- تييري تينمار على موقع عالم كرة القدم.نت (الإنجليزية)
- تييري تينمار على موقع GSA (الإنجليزية)